# Notsodipus blackall
Notsodipus blackall là một loài nhện trong họ Lamponidae. Loài này được phát hiện ở Queensland.